# Annibale Bergonzoli

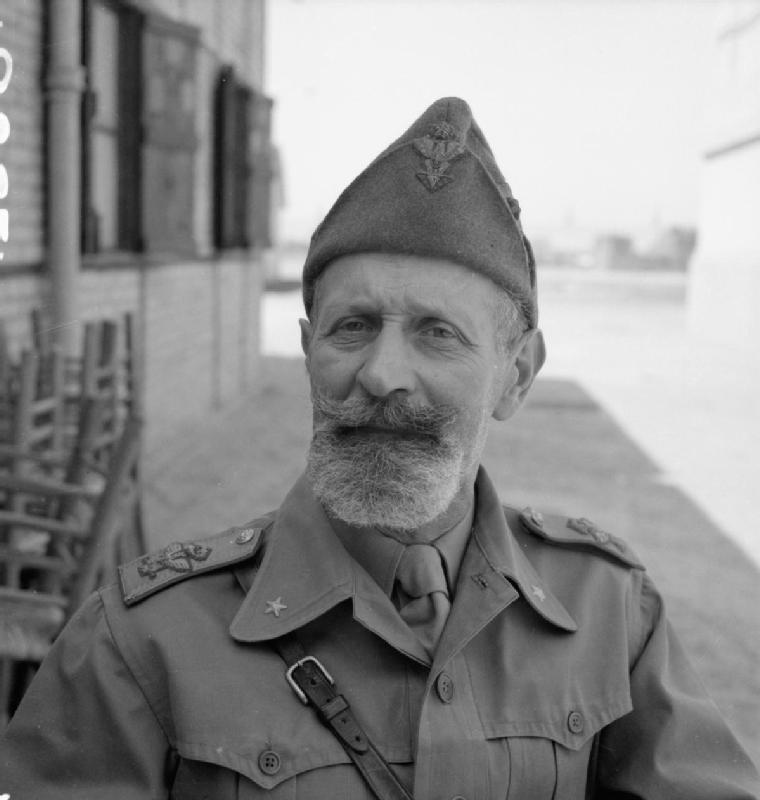
Annibale Bergonzoli

Annibale Bergonzoli (1 de novembro de 1884, Cannobio, Itália - 31 de julho de 1973, Cannobio, Itália), apelidado de "barba eletrica", foi um  tenente-general italiano durante a Guerra Civil Espanhola e a Segunda Guerra Mundial.

## Carreira
Ele lutou por 30 anos no exército (1911-1941), na Guerra Ítalo-Turca (1911 - 12), na guerra de reconquista da Líbia (1919-31), na guerra da Etiópia (1935-36), onde se destacou na conquista da cidade etíope de Neghelli e na Guerra Civil Espanhola (1936-1939), onde ele comandou a Divisão Littorio.
Ele comandou as defesas de Bardia, Líbia, após a curta ofensiva no Egito feita por Rodolfo Graziani. No final de 1940, uma ofensiva britânica chamada Operação Compasso, liderado pelo General Richard O'Connor, tomou Bardia obrigando os italianos a recuar na Cirenaica. Bergonzoli continuou a comandar o XXIII Corpo do Décimo Exército italiano durante o retiro. 
Em fevereiro de 1941, após a desastrosa derrota em Beda Fomm, Bergonzoli entregou-se as forças australianas. Ele foi mantido como prisioneiro na Índia e nos Estados Unidos, antes de ser repatriado para a Itália. Bergonzoli voltou para a sua terra natal, Cannobio e lá morreu em 1973.